# Horch 12
De Horch 12 is een modelserie van luxewagens uit de topklasse die door de Duitse autoconstructeur Horchwerke AG (vanaf juni 1932 onder leiding van het nieuw opgerichte Auto-Union) van 1931 tot 1934 op de markt werd gebracht.

## Historiek
De Horch 12 was de eerste en enige modelserie van Horch die aangedreven werd door een V12-motor en zich daarmee boven de Horch 8-serie positioneerde. Het idee om een luxeauto met een twaalfcilindermotor op de markt te brengen kwam echter op het slechtst mogelijke moment, vlak na de Beurskrach van 1929.
Het eerste model uit de serie, de 670, werd in september 1931 voorgesteld op het autosalon van Parijs. De 670 was een enorme tweedeurs cabriolet met vier zitplaatsen, die gebruik maakte van het hetzelfde chassis as de Horch 8 met een wielbasis van 3,45 meter.
In 1932 werd op het autosalon van Genève de 600 geïntroduceerd, die structureel en mechanisch identiek was aan de 670 maar verkrijgbaar was als vierdeurs limousine of cabriolet met zes zitplaatsen. Deze twee extra zitplaatsen werden mogelijk gemaakt door het chassis van de 500B te gebruiken met een wielbasis van 3,75 meter.
De 600 werd tot 1933 geproduceerd in 23 exemplaren. Na het verdwijnen van de 600 bleef enkel nog de 670 over, waarvan tot 1934 uiteindelijk 58 exemplaren zouden gebouwd worden. In totaal werden er 81 Horch 12-exemplaren geproduceerd, waarvan vier 670-cabriolets het overleefd hebben. De Horch 12 kreeg geen opvolger, waardoor het Horch-aanbod van dan af alleen nog uit 8-cilindermodellen bestond.

## Ontwerp
De V12-motor van de Horch 12 werd ontworpen door toenmalig technisch directeur Fritz Fiedler en bestond uit twee rijen van elk zes cilinders in V-vorm met een totale cilinderinhoud van 6021 cc, goed voor een maximaal vermogen van 120 pk. Dit vermogen werd door een manuele viervernellingsbak met overdrive van ZF overgebracht op de achterwielen. De motor was uitgerust met een hydraulische klepregeling, een systeem dat tientallen jaren vooruit was op zijn tijd.
Het chassis was voorzien van starre assen met bladveren, wat gebruikelijk was in die periode. Het hydraulisch remsysteem met zijn rembekrachtiger week wel af van de normale technische trends van die tijd.

## Fotogalerij

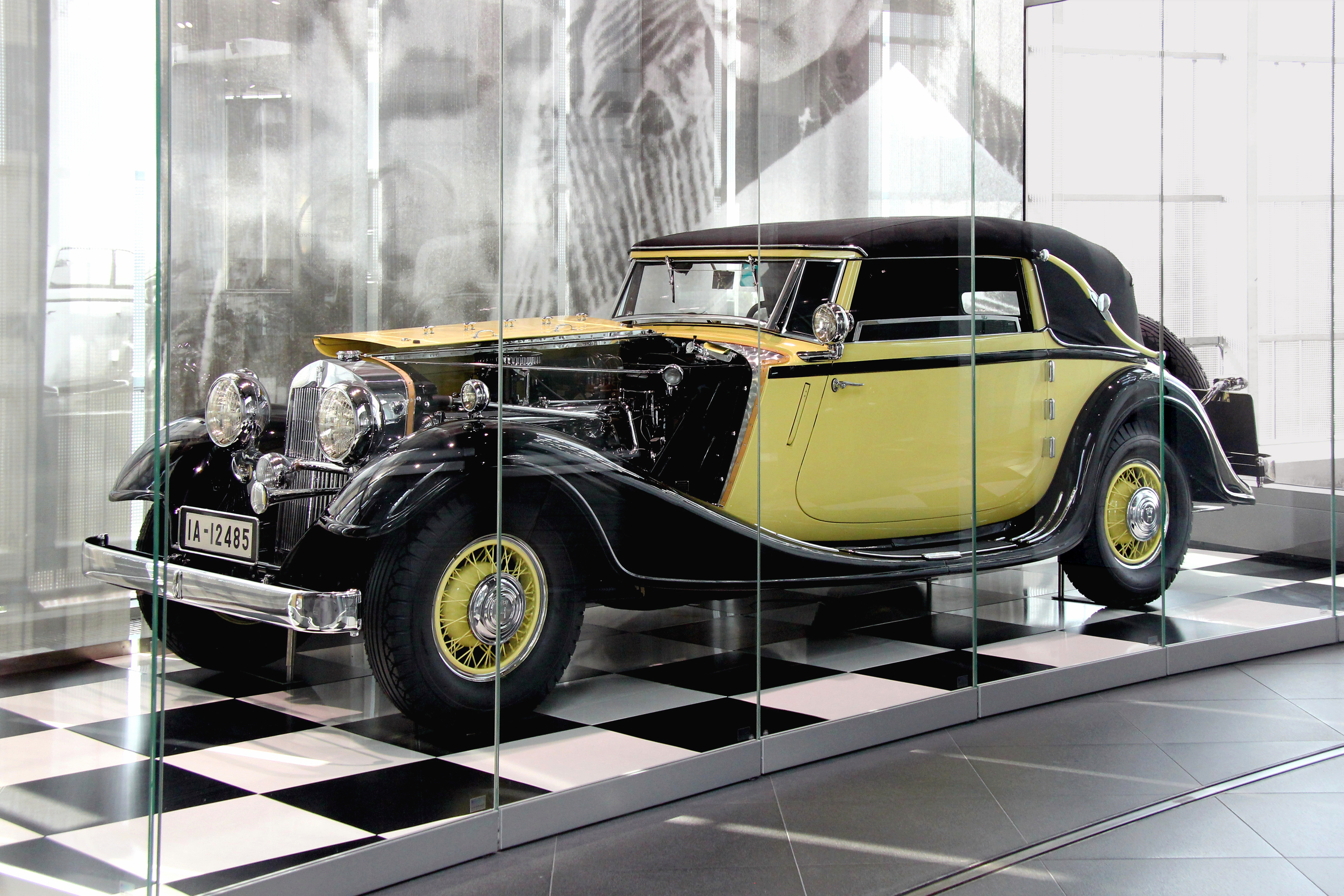
670 Cabriolet in het Audi museum mobile
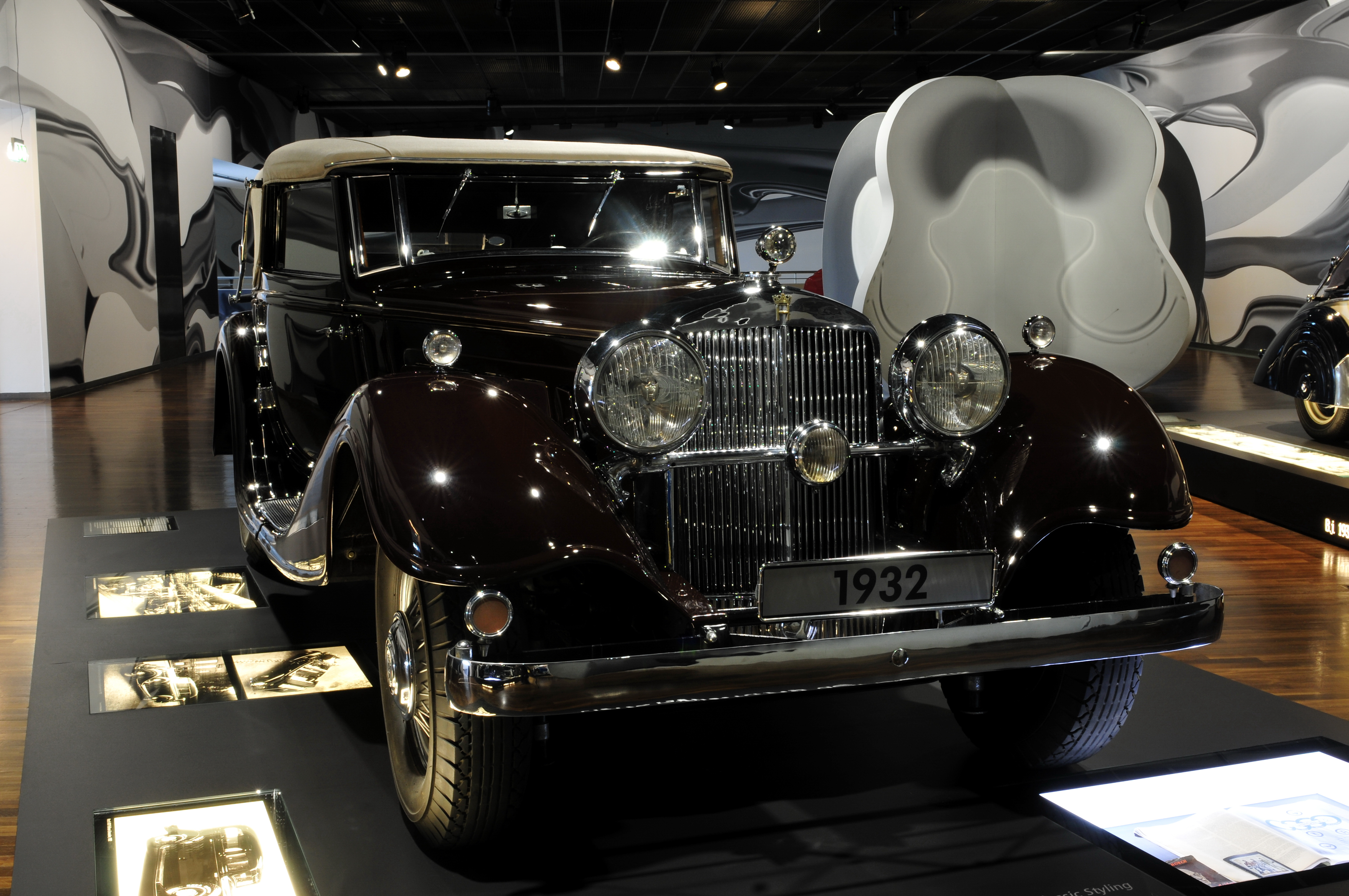
670 Cabriolet in het Autostadt museum
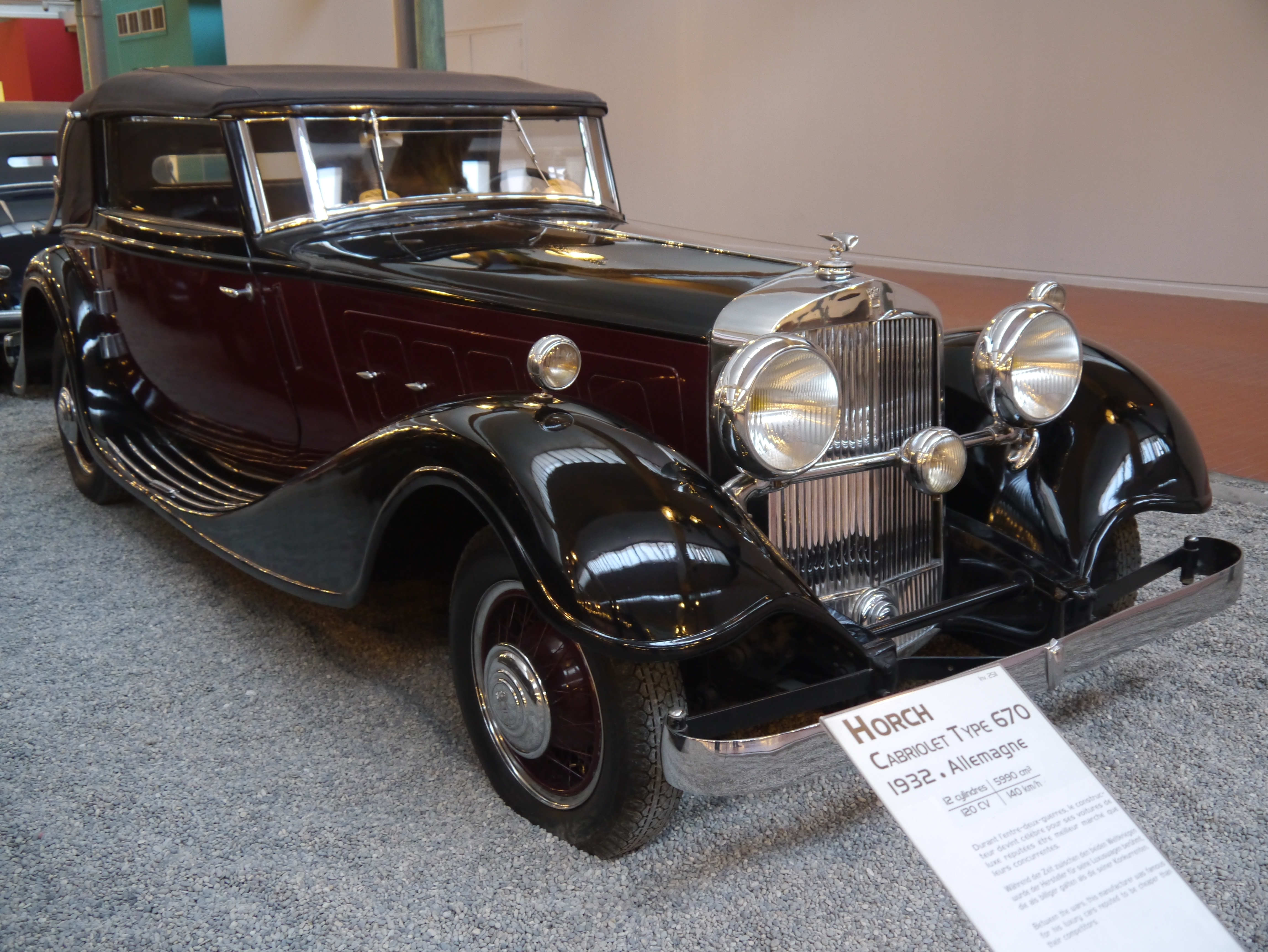
670 Cabriolet in het Cité de l'automobile in Mulhouse
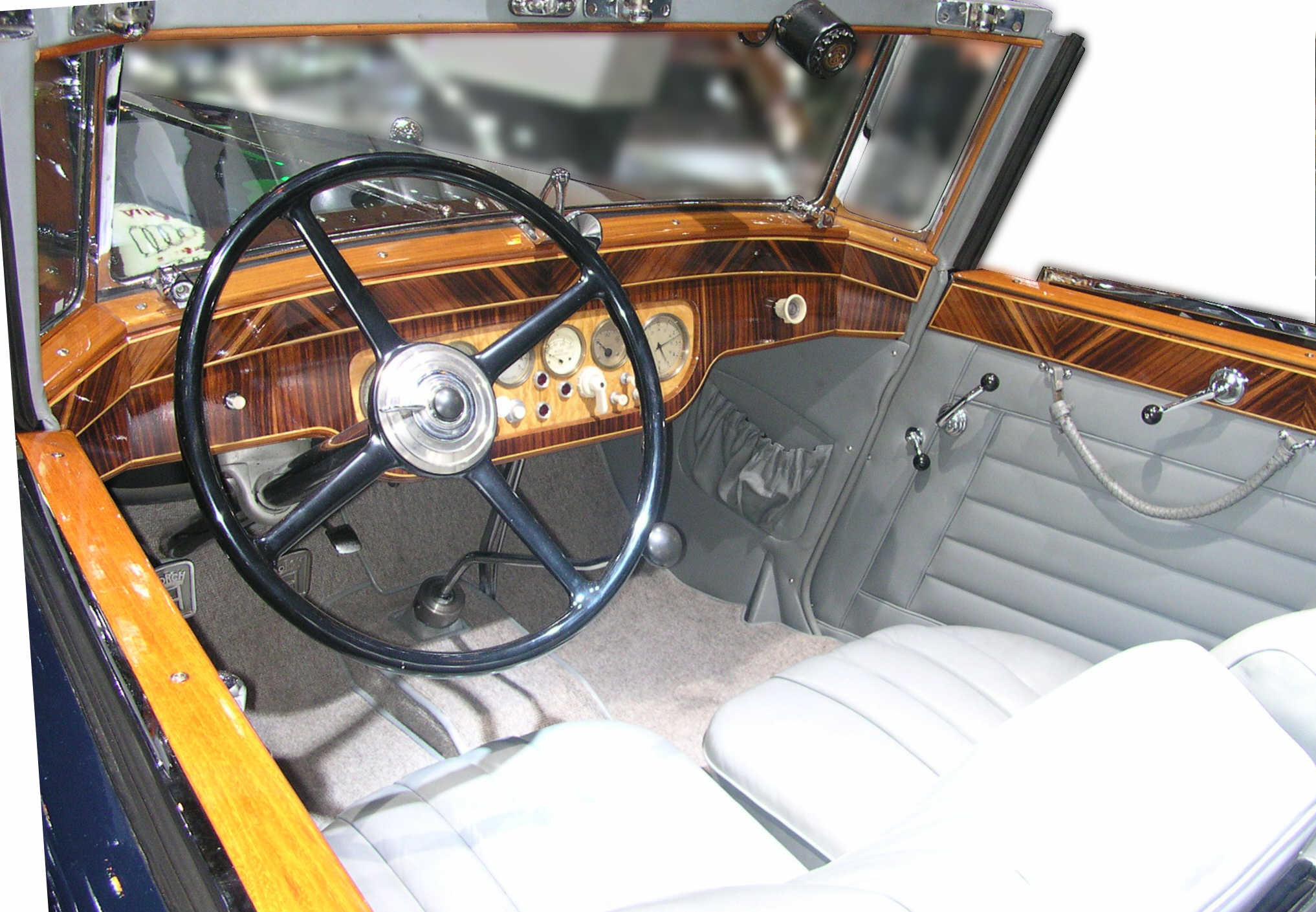
670 Cabriolet, interieur